# A Vida de Chuck
A Vida de Chuck (título original: The Life of Chuck) é um filme norte-americano de drama e fantasia de 2024, escrito e dirigido por Mike Flanagan. É baseado no livro de 2020 de Stephen King, de seu livro de compilação If It Bleeds.
O filme é estrelado por Tom Hiddleston, Chiwetel Ejiofor, Karen Gillan, Mia Sara, Carl Lumbly, Benjamin Pajak, Jacob Tremblay e Mark Hamill, com narração de Nick Offerman. O enredo segue os momentos formativos na vida de Charles "Chuck" Krantz, narrados em ordem cronológica inversa, desde sua morte, que coincide com o fim do universo, até sua infância.
A Vida de Chuck teve sua estreia no Festival Internacional de Cinema de Toronto em 6 de setembro de 2024, onde ganhou o People's Choice Award. Foi lançado em cinemas selecionados dos Estados Unidos pela Neon em 6 de junho de 2025, antes de ser expandido para todo o país em 13 de junho. Em Portugal, o filme foi lançado nos cinemas no dia 19 de junho de 2025, com distribuição da Cinemundo. Já no Brasil o filme será lançado no dia 4 de setembro de 2025, e contará com a distribuição da Diamond Films.

## Enredo

### Ato Três: "Obrigado, Chuck"
O professor do ensino médio Marty Anderson percebe que várias coisas incomuns estão acontecendo ao redor do mundo, desde desastres naturais até a perda global da internet. Vários outdoors e anúncios que surgem por toda parte exibem a foto de um contador chamado Charles "Chuck" Krantz, com as palavras "Charles Krantz: 39 Anos Incríveis! Obrigado, Chuck!". A ex-esposa de Marty, Felicia Gordon, liga para ele e eles se questionam se o fim do universo está próximo. Ambos começam a ver mais desastres e ocorrências sobrenaturais. Após perderem o serviço telefônico e a eletricidade, Marty vai para a casa de Felicia para que eles possam ficar juntos nos momentos finais do universo, assistindo enquanto as estrelas desaparecem rapidamente.
O fim do universo é revelado estar conectado a Chuck, de 39 anos, que está acamado em um hospital morrendo de um tumor cerebral. Ele é acompanhado por sua esposa Ginny e seu filho Brian. Chuck falece enquanto Ginny lhe diz: "39 anos incríveis. Obrigado, Chuck." Enquanto isso, Marty diz a Felicia: "Eu te amo", exatamente quando o universo termina abruptamente.

### Ato Dois: "Buskers Forever"
Nove meses antes de sua morte, Chuck está participando de uma conferência bancária. Enquanto caminha do lado de fora, ele encontra um baterista de rua chamado Taylor Franck, que o vê e começa a tocar bateria para ele. Chuck se sente compelido a dançar no local, atraindo uma multidão. Janice Halliday, uma jovem que havia sido largada pelo namorado por mensagem de texto, se junta a Chuck e eles dançam juntos, embora Chuck seja momentaneamente prejudicado por uma dor de cabeça antes de continuar para a alegria da multidão.
Chuck e Janice ajudam Taylor a guardar suas coisas e os três dividem os lucros, por insistência de Taylor. Chuck admite que não tem certeza do porquê decidiu dançar assim que ouviu a música de Taylor. Taylor sugere que eles formem uma trupe de viajantes, mas Chuck e Janice recusam e os três se separam com um abraço. Chuck retoma seu dia, ainda ponderando por que dançou, mas nos meses seguintes, à medida que sua saúde piora, ele tem a sensação de que Deus fez o mundo apenas para aquele momento.

### Ato Um: "Eu Contenho Multidões"
Quando criança, Chuck perde o pai e a mãe grávida em um acidente de carro. Ele então passa a morar com seus avós paternos, Albie e Sarah. A brilhante Sarah ensina Chuck a gostar de dançar, enquanto o sarcástico Albie se volta para o álcool após a morte de seu filho e proíbe Chuck de entrar na cúpula da casa, insinuando que ele havia visto os fantasmas de pessoas lá antes de morrerem. Na escola, Chuck pergunta à sua professora idealista, Sra. Richards, o significado da frase "Eu contenho multidões" do poema "Canção de Mim Mesmo", de Walt Whitman. Richards explica a Chuck que ele contém multidões, com as memórias que ele adquire ao longo de sua vida formando um universo em sua cabeça.
Sarah morre após desmaiar em um supermercado, piorando o alcoolismo de Albie. Inspirado por sua avó, Chuck se junta ao programa extracurricular de dança da escola, "Twirlers and Spinners", onde se destaca como o melhor dançarino do clube e os ensina a fazer o moonwalk. Ele tem uma queda por Cat McCoy, uma garota mais velha e mais alta que é frequentemente sua parceira. Apesar de ter um namorado, Cat convida Chuck para dançar no "Fall Fling" da escola. Chuck hesita a princípio, mas decide se soltar e dança com Cat na frente da grande multidão, recebendo aplausos de todos, incluindo Marty e Felicia, sendo o primeiro revelado como professor na escola de Chuck. Após ser beijado por Cat, Chuck dança sozinho no campo da escola, mas ele machuca a mão no processo, o que forma uma cicatriz.
Anos depois, Albie morre, deixando o adolescente Chuck herdar tudo, incluindo a casa deles. Seus avós maternos de Omaha viajam para ficar com ele até que ele vá para a faculdade. Agora com a chave da cúpula em mãos, Chuck finalmente decide entrar na cúpula e vê uma aparição de si mesmo em seu leito de morte como adulto, que ele identifica através de sua cicatriz. Apesar disso, Chuck ignora sua visão e promete viver a vida ao máximo, dizendo: "Eu sou maravilhoso, eu mereço ser maravilhoso, e eu contenho multidões."

## Elenco
- Tom Hiddleston como Charles "Chuck" Krantz
  - Jacob Tremblay como o jovem Chuck
  - Benjamin Pajak como o jovem Chuck
  - Cody Flanagan como o jovem Chuck
- Nick Offerman como o narrador
- Chiwetel Ejiofor como Marty Anderson
- Karen Gillan como Felicia Gordon
- Mark Hamill como Albie Krantz
- Mia Sara como Sarah Krantz
- Q'orianka Kilcher como Ginny Krantz
- Heather Langenkamp como Vera
- Samantha Sloyan como Miss Rohrbacher
- Kate Siegel como Miss Richards
- Matthew Lillard como Gus
- David Dastmalchian como um pai enlutado
- Harvey Guillén
- Annalise Basso como Janice Halliday
- Carl Lumbly como Sam Yarbrough
- Rahul Kohli como Bri
- Michael Trucco
- Molly C. Quinn como a mãe de Chuck
- Lauren LaVera
- Antonio Raul Corbo
- Trinity Bliss como Cat McCoy
- Violet McGraw como Lily
- Taylor Gordon as a street drummer
- Hamish Linklater como repórter dos EUA
- Matt Biedel
- Sauriyan Sapkota
- Saidah Arrika Ekulona
- Scott Wampler

## Produção
Em julho de 2020, o romance de Stephen King, The Life of Chuck, foi adquirido pela produtora de Darren Aronofsky, a Protozoa Pictures. No entanto, em maio de 2023, foi anunciado que o diretor Mike Flanagan adaptaria a história, com Tom Hiddleston escalado para interpretar o personagem-título e Mark Hamill para viver o papel de Albie. Flanagan já havia dirigido adaptações de romances de King, incluindo Gerald's Game (2017) e Doctor Sleep (2019); o filme foi declarado para corresponder em tom às adaptações de filmes dramáticos baseados em obras de King, como Stand by Me (1986), The Shawshank Redemption (1994) e The Green Mile (1999).
As filmagens começaram no Alabama em outubro de 2023, durante a greve do SAG-AFTRA de 2023, sob um acordo provisório do SAG-AFTRA. O Deadline Hollywood informou que Chiwetel Ejiofor, Karen Gillan e Jacob Tremblay foram adicionados ao elenco. Flanagan anunciou o elenco completo em suas redes sociais alguns dias depois. As filmagens terminaram em 16 de novembro de 2023.
Em dezembro de 2023, foi revelado que Flanagan também atuaria como editor, como havia feito em seus filmes anteriores. Em abril de 2024, os Newton Brothers, colaboradores frequentes de Flanagan, foram anunciados como compositores da trilha sonora do filme.

## Lançamento
The Life of Chuck estreou no Festival Internacional de Cinema de Toronto em 6 de setembro de 2024. Em 26 de setembro, foi anunciado que a Neon havia adquirido os direitos de distribuição do filme na América do Norte, com seu lançamento nos cinemas previsto no verão norte-americano de 2025. O filme está previsto para ser lançado nos Estados Unidos em 30 de maio de 2025.
Em Portugal o filme estreou no dia 19 de junho de 2025, e contou com a distribuição da Cinemundo.
Em abril de 2025, a Diamond Films divulgou um poster, um trailer e data de estreia do longa nos cinemas brasileiros, 28 de agosto de 2025, que posteriormente teve sua data adiada para 4 de setembro de 2025.

## Recepção

### Crítica
No site agregador de críticas Rotten Tomatoes, o filme tem um índice de aprovação de 85% baseado em 40 resenhas positivas, com uma nota média de 7,4/10. No Metacritic, que usa uma média aritmética ponderada, o filme tem uma pontuação de 64 de 100, com base em 11 críticos, indicando avaliações "geralmente favoráveis".

### Prêmios e indicações
No Festival Internacional de Cinema de Toronto de 2024, o filme foi o vencedor do Prêmio do Público, frequentemente considerado um precursor do sucesso e das indicações ao Óscar.